# Елецко-Лозовский сельсовет
Елецко-Лозовский сельсове́т — сельское поселение в Хлевенском районе Липецкой области. 
Административный центр — село Елецкая Лозовка.

## История
В соответствии с законами Липецкой области №114-оз от 02.07.2004 и №126-оз от 23.09.2004 сельсовет наделён статусом сельского поселения, установлены границы муниципального образования.

## Население
| 2009  | 2010  | 2012  | 2013  | 2014  | 2015  | 2016  |
| ----- | ----- | ----- | ----- | ----- | ----- | ----- |
| 1195  | ↘1135 | ↘1096 | ↘1076 | ↘1064 | ↗1075 | ↘1059 |
| 2017  | 2018  | 2021  |       |       |       |       |
| ↘1050 | ↘1044 | ↗1072 |       |       |       |       |

## Состав сельского поселения
| № | Населённый пункт | Тип населённого пункта       | Население |
| - | ---------------- | ---------------------------- | --------- |
| 1 | Елецкая Лозовка  | село, административный центр | ↗1072     |